# Криза (ТВ серија)
Криза је босанскохерцеговачка хумористичка телевизијска серија, снимана у режији Елмира Јукића и сценаристе Феђе Исовића.
У Србији је приказивана 2015. на телевизији Б92.

## Радња
Алеш и Мирон су браћа која пролазе кроз кризу средњих година у коју су доспели због неуспеха са женама. Алеш је ветеринар који мрзи свој посао, а Мирон је сликар који обилази свет. После десет година се враћа код брата да живи у кућу коју су наслиједили од оца. Мислећи да музичари имају више успеха код жена браћа заједно са пријатељима Јеремијом и Кифлом оснивају бенд „Криза“.

## Улоге
| Глумац               | Улога                 |
| -------------------- | --------------------- |
| Никола Којо          | Алеш Фирдуc           |
| Енис Бешлагић        | Мирон Фирдуc          |
| Мирвад Курић         | Недо Јеремић Јеремија |
| Александар Сексан    | Зринко Паркаш Кифла   |
| Марија Пикић         | Ема Фирдуc            |
| Јасна Диклић         | Борка                 |
| Николина Јелисавац   | психијатарка          |
| Харис Бурина         |                       |
| Драган Маринковић    | Јосе                  |
| Александар Стојковић | Зока                  |
| Слађана Зрнић        | Соња                  |
| Велда Богунић        | Конобарица            |
| Ивана Војиновић      | Рената                |
| Енвер Хасић          | Полицајац             |
| Мидхат Карахмет      | Рођак                 |
| Ема Голијанин        | Девојка               |
| Ненси Хадзић         | Девојка               |
| Ена Курталић         | Девојка               |
| Даниелла Мијатовић   | Девојка               |
| Далила Мујић         | Девојка               |

## Списак епизода
| Бр. еп. | Назив епизоде                    | Премијерно емитовање |
| ------- | -------------------------------- | -------------------- |
| 1       | Спознаја                         | 20. октобар 2013.    |
| 2       | Ланчана реакција                 | 27. октобар 2013.    |
| 3       | Купио сам мотор                  | 3. новембар 2013.    |
| 4       | Дружба је дружба, тужба је тужба | 10. новембар 2013.   |
| 5       | Савршени сперматозоид            | 17. новембар 2013.   |
| 6       | Чај за простату, да простиш      | 24. новембар 2013.   |
| 7       | Бацање на хладно                 | 1. децембар 2013.    |
| 8       | Скуп британских конзервативаца   | 8. децембар 2013.    |
| 9       | Шпијунска ухода                  | 15. децембар 2013.   |
| 10      | Изашли смо из гараже             | 22. децембар 2013.   |
| 11      | Невидљиви човјек                 | 29. децембар 2013.   |
| 12      | Рокенрол је ретроградна појава   | 5. јануар 2014.      |
| 13      | Ни по браћи, ни по сестрама      | 6. април 2014.       |
| 14      | Тешко је прежалити Гандија       | 13. април 2014.      |
| 15      | Необично сексуално искуство      | 20. април 2014.      |
| 16      | Кад њу, к'о да мене              | 27. април 2014.      |
| 17      | Болничке игре                    | 4. мај 2014.         |
| 18      | Та мушка ђубрад                  | 11. мај 2014.        |
| 19      | Ко је тај Ђеђа?                  | 18. мај 2014.        |
| 20      | Ко је Емина мама?                | 25. мај 2014.        |
| 21      | Селма се нагнула кроз прозор     | 1. јун 2014.         |
| 22      | Не окрећи се, сине               | 8. јун 2014.         |
| 23      | Гдје нестала главуша?            | 15. јун 2014.        |
| 24      | Атентат на маршала               | 22. јун 2014.        |